# اندیس کوهک رود ۱
کوهک رود ۱ یک اندیس فلزی است که در حوالی شهر سهل آباد استان خراسان قرار دارد و مادهٔ معدنی موجود در آن، مس است.سنگ میزبان این اندیس سنگهای بازیک و الترا بازیک است  در این اندیس، پاراژنز‌های آزوریت یافت می‌شوند.